# Terig Tucci
Terig Tucci (* 23. Juni 1897 in Buenos Aires; † 28. Februar 1973 in Forest Hills, New York) war ein argentinischer Komponist, Violinist, Pianist und Mandolinist.

## Leben
Tucci studierte Violine bei Luis Vívoli und Musiktheorie und Harmonielehre bei Alfonso de María. Seine erste Komposition, die Zarzuela Cariños de Madre wurde 1917 im Teatro Avenida in Buenos Aires uraufgeführt. 1919 folgte die Uraufführung der sinfonischen Dichtung Almafuerte in Ramos Mejía. Von 1919 bis 1923 arbeitete er als Violinist bei verschiedenen Theatern und Kinos in Buenos Aires.
1923 übersiedelte Tucci in die USA, wo er sich als Komponist und Arrangeur lateinamerikanischer Musik betätigte. Von 1930 bis 1941 arbeitete er bei der NBC. Er wirkte als Arrangeur für Musiker wie Laura Suárez, Cándido Boutilho, Julio Martínez Oyanguren, Graciela Párraga, Elsie Houston, Alfonso Ortiz Tirado, Juan Arvizu, Pedro Vargas, Olga Praguer Coelho, Marta Pérez, Los Panchos, John Serry senior und Eva Garza.
Von 1932 bis 1964 war Tucci bei der RCA Victor zuständig für die Aufnahmen lateinamerikanischer Musik. Zwischen 1940 und 1949 wirkte Tucci als Arrangeur für Musiker wie CBS's Pan American Orchestra mit Alfredo Antonini (Dirigent) und John Serry senior (Akkordeonist) für Voice of America. Während seiner Amtszeit bei CBS in den 1940er Jahren arbeitete er auch mit Musikern wie Juan Arvizu (mexikanischer Tenor), Nestor Mesta Chairs (mexikanischer Tenor) und Elsa Miranda (puerto-ricanischer Sänger) zusammen. Daneben arbeitete er von 1941 bis 1947 für die International General Electric und leitete von 1951 bis 1959 die Lateinamerikaabteilung von Voice of America. Zudem schrieb er Filmmusiken und war 1942 musikalischer Direktor der Lateinamerikaausstellung im Macy’s. Zwischen 1953 und 1957 komponierte er Musiken für Rundfunksendungen und Dokumentarfilme der Vereinten Nationen.
1934 und 1935 wirkte er bei Paramount Pictures als musikalischer Leiter mehrerer Filme mit dem Tangosänger Carlos Gardel, für den er Titel wie Los Ojos de mi Moza und Sol Tropical und die Tangos Noche Estrellada und Recordando komponierte. In dem Orchester, mit dem er Gardel bei Aufnahmen für RCA Victor begleitete, spielten Musiker wie die Violinisten Remo Bolognini, Eduardo Zito, Rafael Galindo und Juan Manzo, der Pianist Abraham Thevenet, der Bassist Domingo Guido, der Cellist Vicente Navatta und der Akkordeonist Joe Biviano.
Tucci war stets ein gesuchter Partner für lateinamerikanische Musiker, die nach New York kamen. So arbeitete er mit Azucena Maizani, Agustín Irusta, Armando Barbé und Daniel López Barreto. 1969 veröffentlichte er das Buch Gardel en Nueva York.